# Bahnhof Löcknitz
Der Bahnhof Löcknitz ist ein Durchgangsbahnhof an der Strecke Bützow–Stettin in der Gemeinde Löcknitz im Landkreis Vorpommern-Greifswald. Am 16. März 1863 wurde er in Betrieb genommen. 1898 wurde eine Strecke zunächst bis Brüssow eröffnet. Vier Jahre später wurde durch die Verlängerung bis Prenzlau die Strecke komplettiert. 1991 wurde der Verkehr auf der Strecke zwischen Prenzlau und Löcknitz eingestellt und die Strecke 1996 stillgelegt. Seitdem ist er kein Anschlussbahnhof mehr. Seit Mai 2007 ist Löcknitz Grenzbahnhof an der Grenze zu Polen. 2013 schloss man den Bahnhof ans elektronische Stellwerk in Torgelow an.

## Lage
Der Bahnhof Löcknitz befindet sich am Streckenkilometer 24,8 der Strecken aus Stettin (gezählt von Stettin) und ist am Kilometer 42,0 Endpunkt der Bahntrasse der Strecke Prenzlau–Löcknitz der Prenzlauer Kreisbahnen. Er liegt etwa 100 Meter nördlich des Ortskerns und grenzt an die Straßen Schwarzer Damm und Speicherstraße. Die Landesgrenze zu Brandenburg ist rund vier Kilometer, die Staatsgrenze zu Polen etwa elf Kilometer entfernt. Die nächste Station in Richtung Osten ist Grambow und in Richtung Westen Zerrenthin. Beide Betriebsstellen sind ungefähr zehn Kilometer Luftlinie von Löcknitz entfernt.

## Geschichte
Die Strecke von Stettin nach Pasewalk und weiter zur mecklenburgischen Grenze bei Strasburg wurde am 16. März 1863 eröffnet. Löcknitz besaß von Anfang an einen Bahnhof an der Strecke. Am 29. November 1898 eröffnete die Uckermärkische Lokalbahn Aktiengesellschaft (ULAG) eine Kleinbahnstrecke von Löcknitz nach Brüssow. Vier Jahre später wurde die Strecke nach Prenzlau verlängert, die ULAG wurde von den Prenzlauer Kreisbahnen übernommen.
1945 wurde die Strecke in Richtung Stettin etwa 15 Kilometer östlich von Löcknitz durch die Oder-Neiße-Grenze geteilt.
Im Jahr 1991 wurde der Verkehr auf der Strecke von Prenzlau nach Löcknitz eingestellt, bis 1995 fuhren noch Busse im Schienenersatzverkehr. Somit verlor der Bahnhof seine Funktion als Anschlussbahnhof und ist seit Stilllegung der Strecke 1996 ein einfacher Durchgangsbahnhof.
Nachdem der benachbarte Bahnhof Grambow in einen Haltepunkt umgewandelt wurde, erhielt der Bahnhof Löcknitz am 6. Mai 2007 den Status eines Grenzbahnhofs.
2012–2013 wurden die Bahnhöfe Löcknitz und Pasewalk Ost ans elektronische Stellwerk in Torgelow angeschlossen.

## Verkehrsaufkommen
Noch bis vor der Wende besaß der Bahnhof Löcknitz weitaus größere Bedeutung. Er besaß Abfertigungsbefugnisse im internationalen und Reichsbahn-Binnenverkehr. Diverse Statistiken belegten das hohe Verkaufsaufkommen im Güterverkehr, das bis zum Ende des 20. Jahrhunderts stattfand. Der Fahrkartenverkauf, der Expressgut- und Güterverkehr und die Abfertigung von Reise- und Aufbewahrungsgepäck sind heute eingestellt.

### Güterverkehr
Vor dem Ersten Weltkrieg verließen den Bahnhof mehr als 50 000 t land- und forstwirtschaftliche Erzeugnisse sowie weitere Erzeugnisse der heimischen Kleinindustrie. Die in Löcknitz eintreffenden Güter waren in erster Linie Baustoffe, Düngemittel und sonstige Versorgungsgüter. Im Stück- und Expressgutverkehr wurden jährlich etwa 2000 t bis 3000 t abgefertigt. Aufgrund des sich immer weiter entwickelnden Lastwagenverkehrs nahmen Versand und Empfang im Löcknitzer Bahnhof ab. Nach dem Zweiten Weltkrieg gewann der Güterverkehr nun wieder mehr Bedeutung und die Zahlen stiegen auch wieder. Eine Kleinlokomotive war zeitweilig für die Rangierarbeiten im Einsatz.
Am 31. Dezember 2000 wurde der Güterverkehr im Bahnhof Löcknitz endgültig eingestellt, was hauptsächlich am zunehmenden Versand über die Straße lag.

### Personenverkehr
Einst wurden in Löcknitz mehr als 80 000 Personen jährlich abgefertigt, für einige Zeit waren es sogar über 110 000. Nach 1990 sanken die Fahrgastzahlen deutlich. Heute sind jährlich nur noch etwa 30 000 Reisende zu verzeichnen.

## Anlagen

### Bahnsteige und Gleise
Einst verfügte der Bahnhof Löcknitz über zehn Gleise mit einer Gesamtlänge von dreieinhalb Kilometern. Die Abstand zwischen Anfang und Ende, gemessen von den Einfahrsignalen, der Betriebsstelle betrug fast fünf Kilometer. Drei Gleise waren für den Personenverkehr und vier für Zugfahrten bestimmt. 1994 stufte die Deutsche Bahn AG den Bahnhof als Zugangsstelle mit lokaler Bedeutung ein.
Heute ist der Umfang der Gleisanlagen in Löcknitz deutlich geringer als zuvor. Es existieren drei Hauptgleise, davon zwei Bahnsteiggleise für den Personenverkehr. Ansonsten gibt es im Bahnhof noch Signal- und Sicherungseinrichtungen und Hochbauten. Weitere Bahnanlagen aus früheren Zeiten sind nicht vorhanden.
Die Anlagen der Prenzlauer Kreisbahn bestanden aus einem Kopfgleis mit Bahnsteig auf der Westseite des Bahnhofsgebäudes. Für die Abfertigung wurden stets die Einrichtungen der Staatsbahn mit genutzt. Die Strecke der Kreisbahn führte von Löcknitz aus etwa zwei Kilometer parallel zum Gleis in Richtung Pasewalk, bevor sie in Richtung Brüssow abbog.

### Anlagen zur Güterabfertigung
Für den Güterverkehr waren eine 310 m lange und 17 m breite Ladestraße und eine kombinierte Kopf- und Seitenrampe mit einer Tragfähigkeit von 60 t vorgesehen. Zudem gab es noch für die Abfertigung des Stückgutes eine Güterhalle. Zur restlichen Ausstattung gehörten ein Fünftonnen-Kran und eine Gleiswaage, deren Tragfähigkeit 30 t betrug.
Bis zum 1. August 1891 errichtete die Eisenbahn in Brüssow eine sogenannte Eisenbahngüternebenstelle ein. Durch einen privaten Unternehmer wurden Güter zwischen Brüssow und Löcknitz transportiert.

### Empfangsgebäude
Im Empfangsgebäude befanden sich Abfertigungs- und Verwaltungsstellen, das Büro des Bahnhofvorstehers und das Stellwerk, von dem aus der Fahrdienstleiter neben einem Wärter am Ostende des Bahnhofs den Zug- und Rangierbetrieb in Löcknitz regelten.
Im Erdgeschoss des Gebäudes war noch eine gut besuchte Bahnhofsgaststätte beherbergt. Im Obergeschoss und in einem Haus am Vorplatz wohnten einige Eisenbahnerfamilien.
Mittlerweile ist das Empfangsgebäude im Privatbesitz, im Gebäude befindet sich ein bulgarisches Restaurant.

### Kommunikationseinrichtungen
Die Kleinbasa in Löcknitz war an die Knotenbasa in Pasewalk angeschlossen, wodurch auch Fahrdienstleiter, die Fahrkartenausgabe sowie die Bereiche in Löcknitz der Bahnmeisterei Pasewalk und des IWSFP in Eberswalde telefonisch zu erreichen waren. Auch ein Abschnittsbevollmächtigter der Transportpolizei war an das Bahnfernsprechnetz angeschlossen. Außerdem verfügte der Bahnhof über einen Anschluss an die Deutsche Telekom.

### Weitere Anlagen
Der Bahnhof verfügte auch noch über einen Eisenbahntelegrafen, der den Verkehrstreibenden gegen Entgelt zur Verfügung stand.

## Anbindung

### Bahnverkehr
Die Regionalexpresslinie RE 4, die von Lübeck Hauptbahnhof über Bad Kleinen, Bützow, Neubrandenburg und Pasewalk nach Szczecin Główny verkehrt, bedient den Bahnhof im Zweistundentakt.

### Busverkehr
Der Bahnhof in Löcknitz wird durch einige lokale Buslinien bedient. Ankunfts- bzw. Abfahrtszeiten von Bus und Bahn sind allerdings nicht immer exakt aufeinander abgestimmt.